# Maybach HL 295
Maybach HL 295 — бензиновый танковый двигатель конца 40-х-начала 50-х гг.
В 1943 году были начаты несколько проектов более мощной силовой установки для потяжелевшей немецкой техники. Один из них разрабатывала компания Maybach.
Модификации времен Второй Мировой.(Германия):
| Модификация | Год              | Мощность в эксплуатационном режиме | Конфигурация | Турбонаддув |   |
| ----------- | ---------------- | ---------------------------------- | ------------ | ----------- | - |
| Ausf.a1     | 1943             | 1000 л. с. при 2800 об/мин         | V12          | есть        | — |
| Ausf.A      | 1944             | 1150 л. с. при 3000 об/мин         | V12          | есть        |   |
| Ausf.B      | 1944-1945        | 1200 л. с. при 3000 об/мин         | V12          | есть        |   |
| Ausf.F      | февраль-май 1945 | 1400 л. с. при 3000 об/мин         | V12          | есть        |   |

Послевоенные модификации.(Франция)
| 12VC | 1947-1949 | 1250 л. с. при 2800 об. мин | V12 | есть |  |  |  |
|      |           |                             |     |      |  |  |  |
|      |           |                             |     |      |  |  |  |

К марту 1945 планировалась установка моторов на танки PzKpfw. Vl Ausf.B «Tiger ll» и Panther ll. С концом войны, уже летом 45-го, французы вывезли к себе двигатели, испытательную лабораторию и специалистов в качестве трофеев.
На территории Франции до 1951 года не прекращались попытки приспособить и модифицировать эти двигатели для танка AMX 50, AMX CDC и САУ Foch, но со стремительным развитием танкостроения в послевоенные годы, техника устарела, и эти проекты закрыли. В дальнейшем наработки были использованы в других проектах.